# Коартикулација (физиолошка акустика)
Коартикулација или суизговор облик је говора код кога се неке речи, гласови стварају и не изговарају потпуно сукцесивно, један за другим. Они се међусобно стапају, односно преклапају и при том се остварује рационализсција покрете артикулатора само на оне најнужније. 

## Асимилација, коартикулација, елизија
У свим језицима, гласови имају снажно дејство на друге гласове који су им близу. Процес у коме је глас промењен под утицајем суседног гласа назива се асимилација. Како су новија истраживања на подручју фонетике ову дефиницију приписала коартикулацији, настале су многе дискусије о томе да ли постоје уопште значајније разлике између ова два термина. Још један феномен смисленог, повезаног говора назива се елизије, а односи се на процес у којем долази до нестанка једног или више гласова.

## Историја
Досадашња истраживања коартикулације иако су малобројна, методолошки су врло различита. Најчешће се у њима настојало, уз примену различитеих методе снимања (нпр. ултразвук, електропалатографија),  регистровати покрет артикулатора у говору.
- Охман је (1967) поставио нумерички модел коартикулације који је засновао на његовим ранијим спектрографским мерењима коартикулације.
- Сусман и сарадници (1973) пратили су ЕМГ одговоре симултаних покрета усана и вилице током коартикулације.[3]
- Кент и Миниф (1977) направили су прегледни рад приказима модела реализације говора са гледишта коартикулације.[4]
- Бел-Берти и Харис (1982) истраживали су временски аспект покрета усана са гледишта теорије о моторној контроли говора.[5]
- Лубкер и Геј (1982) истражујући коартикулацију усана повезали су је са биолошким особинама вокалног тракта као и специфичностима појединог језика.[6]

Истраживачи су заправо током наведених страживања радили на откривању сталних, стабилних и битних акустичких обележја појединачних делова говора. Основни проблем тих истраживања било је питање да ли постоје неки елементи у акустичком сигналу говора који су стални и стабилни, без обзира на фонетски контекст или индивидуалне карактеристике говора појединца. Тко су између осталог са гледишта временских аспект покрета усана и теорије о моторној контроли говора (истражујући коартикулацију), покрете усана повезали са биолошким особинама вокалног тракта као и са специфичностима појединог
језика.

## Основне поставке
Коартикулација значи да положај усана у неком тренутку не зависи само о гласу који се тренутно изговара, него и о гласовима пре и после. Током коартикулације заправо долази до међусобног преклапање односно повезивање гласова у слог или речи. Досадашња истраживања указала су на повезаност коартикулације и сензомоторног развоја, па се може претпоставити да ће се и тешкоћа у сензомоторни развоју артикулације одразити на саму коартикулацију. 
Након анализе коартикулације на акустичном плану са временског, фреквенцијског и интензитетског аспекта јавиле су се одређене специфичности.  Наиме на основу тога како се стварно одвија природно изговарање треба претпоставити да моторички центри унапред планирају изговор не једног по једног гласа, него читаве говорне речи одједном, тако да у том процесу изговора постоје два начела. 
- Прво: ако у речи треба извести два пута исти покрет, обавља се само један продужени кад год нема за то препреке.
- Друго: покрет који треба обавити у речи започиње одмах ако нема за то препреке.

Остваривањем наведених начела у суштини је суизговор или коартикулација.

## Облици коартикулације
Коартикулација се најчешће манифестује у времену и то на два начина, и то као:
Позитивна, предња или преурањена коартикулација
Манифестује са као прерано започети покрет када се артикулатори постављају у адекватан положај пре звучне реализације одређеног гласа.
Негативна, задња или закаснела коартикулација
Код овог облика коартикулације долази до задржавање изговорног положаја претходног гласа иако је већ почео глас који следи.
Коартикулација се може манифестовати и на друге начине ако постоје говорни поремећаји. Тако нпр. један дислаличан глас може, акустички гледано, да „загади” суседне гласове испред или иза
њега.